# مارغريت هوستون
مارغريت هوستون (بالإنجليزية: Marguerite Houston)‏ هي مجدفة أسترالية، ولدت في 11 يوليو 1981 في بريزبان في أستراليا.

## وصلات خارجية
- مارغريت هوستون على موقع الاتحاد الدولي للتجديف (الإنجليزية)
- مارغريت هوستون على موقع اللجنة الأولمبية الدولية (الإنجليزية)
- مارغريت هوستون على موقع أوليمبيديا (الإنجليزية)
- مارغريت هوستون على موقع اللجنة الأولمبية الأسترالية (الإنجليزية)